# Brux
Brux é uma comuna francesa na região administrativa da Nova Aquitânia, no departamento de Vienne. Estende-se por uma área de 35,91 km². Em 2010 a comuna tinha 738 habitantes (densidade: 20,6 hab./km²).